# فيبينغيلي

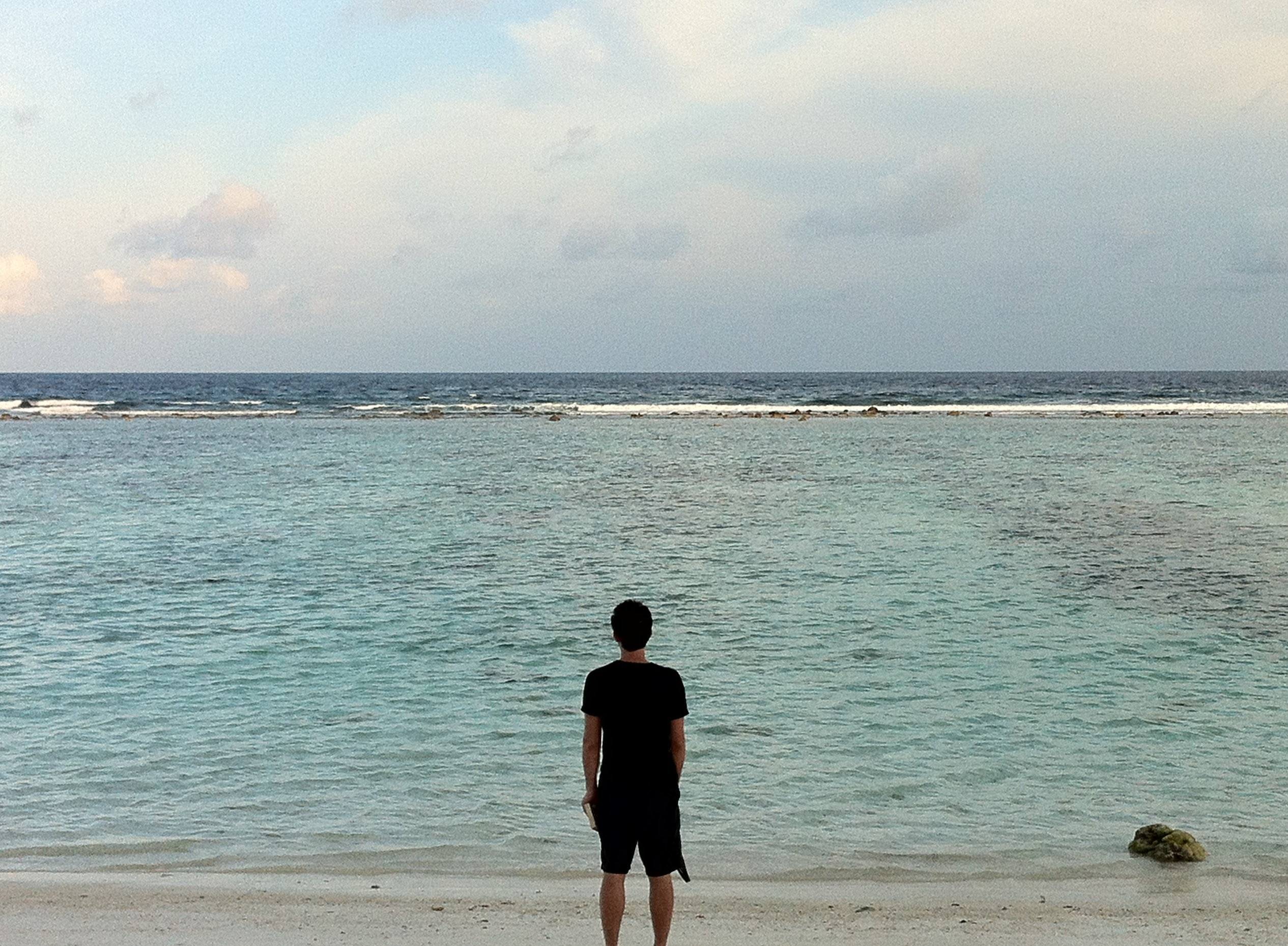
منظر لبحر لكديف من فيبينغيلي

فيبينغيلي المعروفة إداريا باسم فيليمالي هي جزيرة تقع في كافو آتول، وتعتبر المنطقة الخامسة لمدينة ماليه، تقع على بعد جوالي كيلومترين (1.2 ميل) غرب جزيرة ماليه ويمكن الوصول إليها عبر خدمة العبارات المحلية التي تعمل على مدار 24 ساعة بين ماليه وفيبينغيلي.
تحذب فيبينغيلي حاليًا العديد من الزوار المحليين وهي وجهة شهيرة لقضاء العطلات بين سكان ماليه وهولهومالي، وصة خلال عطلات نهاية الأسبوع، يوجد في فيبينغيلي العديد من الفنادق وبيوت الضيافة التي تجذب أيضًا السياح من الخارج.
تعد فيبينغيلي أيضًا موطنًا لLiquid Water Sports، وهي أحد المراكز الرياضات المائية القليلة في المالديف، تعمل على الترويج بنشاط للتزلج على الماء.
كانت فيبينغيلي مأهولة بالسكان تاريخيًا،وكثيرًا ما تعرضت للحرق والنهب على يد قراصنة مليبار المحبطين الذين لم يتمكنوا من اختراق دفاعات ماليه،وفي عام 1961، أعيد توطين السكان الأصليين في فيبينغيلي في هولهولي لتحرير الأراضي الزراعية بالقرب من ماليه، تم بناء سجن على الجزيرة في عام 1962، وتم افتتاح منتجع في عام 1973.
كان منتجع فيبينغيلي منتجعًا في السابق قبل أن يتحول إلى جزيرة سكنية،في الواقع أصبح المنتجع الثاني الذي يبدأ العمل في المالديف،كورومبا،مكتظًا بالنزلاء.
بين عامي 2010 و2016 تم تشغيل مركز لإعادة تأهيل المراهقين من تعاطي المخدرات بالقرب من الشاطئ العام في فيبينغيلي.
تحذب فيبينغيلي حاليًا العديد من الزوار المحليين وهي وجهة شهيرة لقضاء العطلات بين سكان ماليه وهولهومالي،وخاصة خلال عطلات نهاية الأسبوع،يوجد في فيبينغيلي العديد من الفنادق وبيوت الضيافة التي تجذب أيضًا السياح من الخارج.
تعد فيبينغيلي أيضًا موطنًا لLiquid Water Sports ،وهي أحد مراكز الرياضات المائية القليلة في المالديف، تعمل على الترويج بنشاط لللتزلج على الماء.